# Canet de Adri
Canet de Adri (en catalán y oficialmente desde 1981 Canet d’Adri)  es un municipio español de la comarca del  Gironés, en la provincia de Gerona, Cataluña, España, situado al noroeste de la comarca y en el límite con la de La Garrocha. 

## Demografía
Canet de Adri cuenta con una población de 744 habitantes (INE 2024).
| Gráfica de evolución demográfica de Canet de Adri entre 1842 y 2021 |
| |
| Población de derecho según los censos de población del INE Población de hecho según los censos de población del INEEntre el censo de 1857 y el anterior, crece el término del municipio porque incorpora a Adri, Biert, Moncalp y Rocacorba |

## Economía
Su economía se basa en la agricultura de secano y en la de regadío así como en la ganadería.

## Monumentos y lugares de interés
- Iglesia de San Vicente, de origen románico con modificaciones del siglo XVI, en Canet.
- Iglesia de San Lorenzo, de origen medieval, en Adri.
- Iglesia de San Martín, de origen medieval, en Biert.
- Iglesia de San Juan, de origen románico, en Montbò.
- Iglesia de Santa Cecilia, de origen románico, en Montcal.
- Santuario de Santa María, del siglo XVIII, en Rocacorba.
- Dolmen de Montbò.
- Cueva de Boratuna y restos de un poblado ibérico.
- Numerosos parajes de interés natural.
- Font de la Torra, encima de la riera.